# کتابخانه ملی
کتابخانه ملی کتابخانه‌ای است که توسط دولت به عنوان مخزن برجسته اطلاعات یک کشور تأسیس شده است. برخلاف کتابخانه‌های عمومی، این کتابخانه‌ها به ندرت به شهروندان اجازه می‌دهند کتاب امانت بگیرند. آنها اغلب شامل آثار کمیاب، ارزشمند یا قابل توجه هستند. کتابخانه ملی آن کتابخانه ای است که وظیفه گردآوری و حفظ ادبیات کشور در داخل و خارج از کشور را بر عهده دارد؛ بنابراین، کتابخانه‌های ملی آن دسته از کتابخانه‌هایی هستند که گسترش آنها در کل کشور است. به عنوان مثال می‌توان به کتابخانه بریتانیا در لندن و کتابخانه ملی فرانسه در پاریس اشاره کرد.
در وبگاه رسمی کتابخانه ملی آمده است که تاریخچه تشکیل مجموعه کتابخانه به اوایل دهه ۱۲۴۰ شمسی بر‌می‌گردد، و سپس در سال ۱۳۱۶ شمسی این کتابخانه رسماً در تهران گشایش یافت.
یکی از مهم‌ترین اقدامات صورت گرفته پس از انقلاب که بر ماهیت و عملکرد کتابخانه ملی، تأثیر بسزایی گذاشت ادغام کتابخانه ملی با مرکز خدمات کتابداری بود. این مرکز که در سال ۱۳۴۷ آغاز به فعالیت کرده بود، در سال ۱۳۶۱ با کتابخانه ملی ادغام شد. قبل از این ادغام، کار سازماندهی منابع به صورت اصولی و علمی انجام نمی‌شد و از این زمان بود که حرکت نوینی در فهرست‌نویسی با استفاده از توان نیروهای متخصص مرکز و به ویژه اعضای هیئت علمی، به‌طور علمی و مطابق با استانداردهای بین‌المللی سازماندهی آغاز شد.

## فهرست برخی از کتابخانه‌های ملی معروفایرانو جهان
- کتابخانهٔ ملی رشت (تأسیس ۱۳۰۶)
- کتابخانهٔ ملی تبریز (تأسیس ۱۳۱۴)
- کتابخانهٔ ملی ایران تهران (تأسیس ۱۳۱۶)
- کتابخانهٔ ملی کنگره آمریکا
- کتابخانهٔ ملی آلمان
- کتابخانهٔ ملی پزشکی ایالات متحدهٔ آمریکا
- کتابخانهٔ ملی پهلوی
- کتابخانهٔ ملی تاجیکستان
- کتابخانهٔ ملی چین
- کتابخانهٔ ملی روسیه
- کتابخانهٔ ملی سوئد
- کتابخانهٔ ملی فرانسه
- کتابخانهٔ ملی کشاورزی آمریکا
- کتابخانهٔ ملی هند